# Madagascar: Escape 2 Africa
Madagascar 2: Escape 2 Africa (bra: Madagascar 2: A Grande Escapada; prt: Madagáscar 2) é um filme de animação estadunidense do gênero comédia lançado em 2008, produzido pela DreamWorks Animation e distribuído pela Paramount Pictures. É a sequência do filme Madagascar de 2005 e a segunda parte da franquia e mostra as aventuras de Alex, o leão, Marty, a zebra, Melman, a girafa, e Gloria, a hipopótamo. Foi dirigido por Eric Darnell e Tom McGrath, com roteiro sendo escrito por Etan Cohen, Darnell e McGrath. Ben Stiller, Chris Rock, David Schwimmer, Jada Pinkett Smith, Sacha Baron Cohen, Cedric the Entertainer, Andy Richter reprisam seus papéis do primeiro filme, sendo unidos com novos integrantes do elenco como Bernie Mac, Alec Baldwin, Sherri Shepherd e will.i.am.
O filme começa mostrando uma pequena parte do início da vida de Alex, incluindo sua captura por caçadores, e depois muda para um pouco depois do ponto em que o primeiro filme terminou, com os animais decidindo voltar para a cidade de Nova York. Eles viajam utilizando um avião acidentado em Madagascar, mas acabam por cair na África, onde cada um dos personagens centrais conhece outros da mesma espécie e onde Alex se reúne com seus pais.
Madagascar: Escape 2 Africa foi lançado em 7 de novembro de 2008 e arrecadou US$ 603,9 milhões contra um orçamento de US$ 150 milhões, tornando-o o sexto filme de maior bilheteria daquele ano. Foi dedicado a Bernie Mac, o dublador do pai de Alex, que morreu antes do lançamento do filme. A sequência Madagascar 3: Europe's Most Wanted foi lançada em 2012.

## Enredo
Zuba, um leão líder de uma grande alcateia de leões, está ensinando seu filho Alekey (o futuro Alex), ainda filhote, a lutar, para que este, no futuro, saiba assumir a liderança. No entanto, o filhote não segue as instruções do pai, preferindo dançar. Então, Zuba tenta demonstrar a ele como é que se faz, lutando com seu rival, Makunga, que o desafia. No entanto, o pequeno leão acaba se distraindo e capturado por caçadores. Zuba, que presencia tudo, ainda tenta, com toda sua força e velocidade, alcançá-los, mas não consegue. Por um descuido, Alekey, que está preso em uma caixa, acaba caindo do jipe onde estava e indo parar dentro de um rio. Mais tarde, ele é encontrado na cidade de Nova York, e levado para um zoológico. Lá, ele tenta demonstrar suas graciosas danças para o público, que o aplaude sem parar. O tempo passa, e então podemos ver esse mesmo leãozinho, agora já crescido, virar o famoso Alex, que continua suas magníficas apresentações e sendo aplaudido calorosamente pelos fãs. Depois desse longo período, a história volta ao momento em que os animais haviam sumido do zoológico do Central Park, com os jornais anunciando essa perda, e também noticiando o desaparecimento do cargueiro que os levava para a África do Sul.
A história avança mais um pouco, e então finalmente chegamos ao momento em que Alex, Marty, Gloria e Melman estão em Madagascar, se despedindo dos lêmures e se aprontando para escapar do local, em um velho avião de guerra caído na ilha que foi consertado pelos pinguins. Junto com eles, viajarão também o rei Julien, Maurice e o pequeno Mort. Finalmente, eles conseguem fazer o avião decolar e partem rumo a sua cidade natal. Todavia, em determinado momento, o combustível do veículo acaba, uma vez que há muito tempo não tinha sido abastecido. Neste momento, ele pára e começa a cair, provocando desespero nos animais. No entanto, os pinguins conseguem dar um jeito de fazê-lo pousar em segurança em algum lugar da África.
Ao sair do avião e caminhar um pouco, o grupo se depara com um lugar enorme, onde estão vivendo animais semelhantes a eles, mas habituados à vida selvagem. Naquele momento, eles percebem que suas raízes estão, na verdade, ali.
Nessa aventura, os quatro amigos precisam passar por vários momentos. Marty encontra várias zebras iguaizinhas a ele, o que o deixa orgulhoso por estar em um verdadeiro bando, algo que nunca havia acontecido com ele; Gloria, desejando entrar em um relacionamento, percebe que sua chance está bem perto dela, quando vê vários hipopótamos machos reunidos. No entanto, um deles é especial, pois é admirado por todas as fêmeas do local: Moto-Moto, o hipopótamo mais popular da savana. Este se apaixona de cara por Gloria, e pretende conquistar seu coração a todo custo; Melman, percebendo que por ali não havia médico, sugere que as girafas dali arrumem um. Estas dizem que tinha uma vaga para o curandeiro do bando, e propõem a ele o seja; os pinguins, vendo o estrago do avião, decidem consertá-lo novamente. Para isso, precisam contar com muita mão-de-obra, tanto sua como de um grupo enorme de chimpanzés.
Alex consegue reencontrar sua família, de quem nunca teve notícias nem se lembrava. Zuba, seu pai, ao vê-lo, fica extremamente feliz e decide comemorar sua volta, juntamente com sua mãe e todos os leões do bando. O que ninguém sabia, no entanto, era que Makunga, ainda desejando tomar o controle da alcateia, estava planejando usar Alex para conseguir o que queria.
Em um esquema para expulsar Zuba como leão alfa, Makunga insiste que Alex complete um rito de passagem, que Alex confunde com um concurso de talentos, mas na verdade é um concurso de luta; Makunga persuade Alex a escolher o leão mais forte como seu oponente, resultando na derrota humilhante de Alex. Confrontado com o dever de banir seu filho, Zuba renuncia ao seu título de leão-alfa e Makunga assume o posto no lugar. Zuba acusa com raiva o filho de suas dificuldades e o deserda. Enquanto isso, Marty fica abatido ao perceber que as outras zebras podem fazer tudo o que ele faz, acreditando que ele não é mais único; Melman acredita que ele está mortalmente doente e o interesse de Gloria em Moto Moto o entristece, já que ele a ama secretamente há muito tempo. Os quatro amigos discutem calorosamente um com o outro; Gloria tem um encontro com Moto Moto, mas perde o interesse quando ela percebe que ele só é atraído por ela por causa de seu tamanho.
No dia seguinte, os animais entram em pânico quando a lagoa da savana seca. Determinado a se redimir, Alex conserta sua amizade com Marty e eles deixam a reserva para investigar a falta de água no rio. Julien sugere que oferecer um sacrifício ao vulcão próximo restaurará a água; Melman, abandonado e acreditando que está morrendo, se oferece para ser sacrificado, com Gloria tentando o impedir de pular no vulcão e percebe que ele é o cara perfeito para ela. Alex e Marty descobrem que os nova-iorquinos assaltados pelos pinguins anteriormente construíram um acampamento e represaram o rio, o que causou a falta d'água; Alex é descoberto e capturado por eles. Zuba corre para ajudá-lo e também é cercado, mas Alex os salva dançando para os turistas, que se lembram dele com carinho do zoológico. Marty, Melman, Gloria, os pinguins e os chimpanzés chegam no avião de guerra consertado e ajudam Alex a destruir a represa, restaurando a água da savana. Makunga reforça sua liderança e bane novamente Zuba e sua família, mas Alex o engana para que ele seja dominado por golpes pela idosa Nana, uma velha durona que espancou Alex durante os eventos do primeiro filme. Alex e Zuba se reconciliam e se tornam co-líderes da savana.
Após resolvido o problema, os pinguins e os chimpanzés partem para uma "lua de mel" em Monte Carlo, enquanto Alex, Marty, Melman, Gloria e os lêmures decidem viver felizes na savana por um tempo.

## Elenco
| Personagem     | Espécie                 | Voz                    | Dublagem brasileira                                 |
| -------------- | ----------------------- | ---------------------- | --------------------------------------------------- |
| Alex (Alekey)  | Leão(oa)                | Ben Stiller            | Alexandre Moreno                                    |
| Zuba           | Leão(oa)                | Bernie Mac †           | José Santana                                        |
| Makunga        | Leão(oa)                | Alec Baldwin           | Márcio Simões                                       |
| Florrie        | Leão(oa)                | Sherri Shepherd        | Emilia Rey                                          |
| Teetsi         | Leão(oa)                | Fred Tatasciore        | Bruno Rocha                                         |
| Marty          | Zebra                   | Chris Rock             | Felipe Grinnan (adulto) Matheus Perissé (filhote)   |
| Melman         | Girafa                  | David Schwimmer        | Ricardo Juarez (adulto) Yan Gesteira (filhote)      |
| Glória         | Hipopótama(o)           | Jada Pinkett Smith     | Heloísa Perissé (adulta) Helena Palomanes (filhote) |
| Moto-Moto      | Hipopótama(o)           | will.i.am              | Sérgio Loroza                                       |
| Rei Julien     | Lémure-de-cauda-anelada | Sacha Baron Cohen      | Guilherme Briggs                                    |
| Maurice        | Aie-aie                 | Cedric the Entertainer | Ricardo Schnetzer                                   |
| Capitão        | Pinguim                 | Tom McGrath            | Claúdio Galvan                                      |
| Kowalski       | Pinguim                 | Chris Miller           | Eduardo Dascar                                      |
| Recruta        | Pinguim                 | Christopher Knights    | Gustavo Veiga                                       |
| Rico           | Pinguim                 | John DiMaggio          | Marcelo Sandryni                                    |
| Mason          | Chimpanzé               | Conrad Vernon          | Pedro Eugênio                                       |
| Nana           | Humano(a)               | Elisa Gabrielli        | Geisa Vidal                                         |
| Guia Turístico | Humano(a)               | Phil LaMarr            | Duda Espinoza                                       |

## Recepção

### Crítica
No agregador de críticas Rotten Tomatoes, o filme possui uma taxa de aprovação de 64% dos críticos, obtendo uma classificação média de 5,9/10, com base em 157 críticas sob o seguinte consenso crítico: "Madagascar: Escape 2 Africa é uma melhoria em relação ao original, com personagens mais desenvolvidos, animação mais nítida e humor mais consistente". No Metacritic, o filme possui a pontuação 61/100 com base em 25 resenhas, indicando "críticas geralmente favoráveis". O público dos cinemas entrevistado pelo instituto CinemaScore deu ao filme uma nota média "A–" em uma escala de "A+" a "F".
Michael Phillips, do Chicago Tribune, afirmou em sua crítica para o jornal que o filme "pega leve com as piadas da cultura pop, devo esclarecer: uma das coisas mais inteligentes do roteiro é como Alex, que adora seus movimentos de dança de Bob Fosse e Jerome Robbins, se torna a principal piada pop-cult do filme". Muitos críticos notaram uma superioridade de Madagascar 2 em relação ao primeiro filme enquanto outros compararam a trama do filme ao Rei Leão, clássico da Disney de 1994. Roger Ebert, em resenha pro Chicago Sun-Times deu ao filme 3/4 estrelas e escreveu: "Este filme é mais brilhante e envolvente do que o Madagascar original"; John Anderson do Newsday deu ao filme 3,5/4 estrelas e declarou: "Madagascar: Escape 2 Africa, a sequência da aventura de enorme sucesso da DreamWorks é um filme que se aproxima de todo o paradigma do O Rei Leão: espécie-destino/auto-realização"; Jim Schembri, do The Age, deu ao filme 3,5/5 estrelas, descrevendo-o como "um filme extremamente divertido e relâmpago que tem um acompanhamento rápido e incessantemente, além de ser mais engraçado que o primeiro filme de 2005", além de considerá-lo um dos melhores filmes de animação de 2008.
O filme, no entanto, também recebeu alguns comentários menos positivos. Carrie Rickey do The Philadelphia Inquirer deu ao filme 2/4 estrelas e escreveu: "Pegue o pneu furado que era Madagascar. Recauchute-o com o enredo do O Rei Leão. Encha-o de ar. Agora você tem Madagascar: Escape 2 Africa. Peter Bradshaw do jornal britânico The Guardian deu ao filme 2/5 estrelas, descrevendo-o como "uma peça de oportunismo francamente decepcionante, com um enredo não muito criativo que descaradamente rouba O Rei Leão". Anthony Quinn do The Independent também deu ao filme 2/5 estrelas, escrevendo: "A invenção visual e os desenhos são extremamente impressionantes; uma pena que o drama seja um pouco chato".

### Comercial
O filme estreou no topo das bilheterias americanas com 68 milhões de dólares arrecadados no seu primeiro final de semana. Ao final de seu circuito nos cinemas, o filme faturou 180 milhões de dólares na América do Norte e US$ 603 milhões mundialmente, tornando-se a sexta maior bilheteria de 2008. No Brasil, o filme conseguiu atrair mais de cinco milhões de espectadores. Em Portugal, foi o segundo maior público de 2008 (atrás de Mamma Mia!) com 700 000 espectadores.

## Sequência
Mesmo antes de Madagascar 2 ser lançado nos cinemas, o CEO da  DreamWorks Animation, Jeffrey Katzenberg, já havia confirmado mais um filme para a série, estragando para alguns a surpresa de o que pode acontecer no final do segundo filme da franquia. Katzenberg acabou revelando que “com certeza todos querem ver estes bichos voltarem para Nova York”. A nova sequência, Madagascar 3: Europe's Most Wanted, foi lançada em 2012.